# Svjatoslav Vakarčuk
Svjatoslav Ivanovič »Slava« Vakarčuk (ukrajinsko Святослав Іванович Вакарчук), ukrajinski glasbenik, politik in aktivist; *14. maj 1975.
Vakarčuk je pevec in vodja ukrajinske rock skupine Okean Elzy, nekdanji poslanec vrhovne rade in ustanovitelj politične stranke Golos (glas). Bil je aktivist med oranžno revolucijo in Evromajdanom ter vključen v številne kulturne in družbene projekte. Velja za enega najuspešnješih glasbenikov v Ukrajini, poleg tega pa ima tudi doktorat iz teoretične fizike.

## Biografija
Vakarčuk se je rodil v zakarpatju v mestu Mukačevo. Tako njegova mati kot oče sta bila univerzitetna profesorja fizike. Njegov oče, Ivan Vakarčuk, je bil tudi rektor Univerze v Lvovu in minister za izobraževanje in znanost.
Vakarčuk je leta 1994 med dodiplomskim študijem fizike na Univerzi v Lvovu ustanovil rock skupino Okean Elzy (dob. Ocean Elze). Študij je dokončal in se nato še doktoriral na področju supersimetrije. Po diplomi se je preselil v Kijev.
Leta 2005 se je udeležil ukrajinski verzijo oddaje Lepo je biti milijonar, kjer je pravilno odgovoril na vsa vprašanja in kot prvi tekmovalec osvojil glavno nagrado, 1 milijon griven, ki jo je podaril sirotišnicam.
Po izidu albuma Zemlja Okean Elzy, se je podal na mednarodno turnejo po Ukrajini, Belorusiji, Rusiji, DZA, Kanadi in več evropskih državah.
Decembra 2013 je z Okean Elzy nastopil med protestnim gibanjem Evromajdan.
Poleti 2014 je ob 20-letnici ustanovitve Okean Elzy izvedel številne velike koncerte na največjih stadionih v Ukrajini. Njihov nastop na stadionu Olimpijski v Kijevu je z več kot 75.000 udeleženci podrl rekord največjega števila obiskovalcev na koncertu ukrajinske skupine.

### Politična kariera
Na predčasnih parlamentarnih volitvah leta 2007 je uspešno kandidiral kot neodvisni kandidat na listi bloka Naša Ukrajina –ljudska samoobramba. V vrhovni radi je bil član parlamentarnega odbora za vprašanja svobode govora. Bil je tudi član parlamentarnih skupin za stike z Rusijo in drugimi državami. Vakarčuk med svojim mandatom ni predložil zakonodajnih aktov. Predložil je dve spremembi, od katerih je eno rada sprejela. V začetku septembra 2008 se je zaradi takratne politične krize odpovedal svojemu sedežu v radi. Po svojih besedah se je sedežu odpovedal, ker je bil »resnično razočaran nad medsebojnimi boji v absurdnem Hobbesovem svetu vseh proti vsem, namesto da bi spremenil državo na bolje.«
Leta 2015 je Vakarčuk sodeloval v mednarodnem štipendijskem programu Yale World Fellows na univerzi Yale.
Leta 2017 je večkrat izjavil, da nima političnih ambicij. Vendar se je leto kasneje pridružil univerzi Stanford kot gostujoči predavatelj, kjer se je osredotočal na politiko in vodenje. Kasneje istega leta se je pojavil na več politično obarvanih konferencah, kjer je govoril skupaj z uveljavljenimi ukrajinskimi politiki. Zato se je v javnosti njegovo ime pojavljalo kot potencialni kandidat za ukrajinske predsedniške volitve leta 2019. Po javnomnenjskih raziskavah je za nekaj časa postal celo eden od favoritov. Proti koncu leta 2018 so ga v anketah prehiteli drugi potencialni kandidati in oktobra 2018 je izjavil: »Bolj pomembno je, kdo lahko spremeni politično kulturo, kot kdo postane predsednik.« Na volitvah Vakarčuk ni podprl nobenega od kandidatov. Glede na anketo sociološke skupine RATING, je v začetku marca 2019 64% volilnega telesa želelo, da bi Vakarčuk kandidiral na volitvah.
Vakarčuk ima tudi aktivno vlogo v družbenih in kulturnih projektih in je ustanovitelj dobrodelne fundacije Ljudje prihodnosti. Skupaj s člani Okean Elzy je aktivno podprl preventivno akcijo IOM in MTV Europe Ljudje niso naprodaj. Leta 2003 je Vakarčuk postal častni veleposlanik kulture v Ukrajini. Leta 2005 je postal ambasador dobre volje Razvojnega programa Združenih narodov.
16. maja 2019 je Vakarčuk napovedal ustanovitev nove politične stranke, Golos (glas), katere cilj je bilo sodelovanje na parlamentarnih volitvah leta 2019. Vakarčuk je zagotovil, da če bo izvoljen v rado, ne bo nehal igrati glasbe, vendar bo politična dejavnost prednostna naloga. Trdil je tudi, da verjame, da je trenutno vrhovna rada kraj, »kjer se dogajajo resnične spremembe«, in s tem utemeljil nesodelovanje na predsedniških volitvah mesec pred tem. Na volitvah je stranka prejela 5,82% glasov, Vakarčuk pa je bil izvoljen v vrhovno rado. Leto kasneje je prijavil zahtevo za prenehanje svojega poslanskega mandata. Vztrajal je, da ne namerava končati politične kariere, ampak se bo ukvarjal z zunajparlamentarnimi dejavnostmi svoje stranke. 18. junija 2020 je parlament zavrnil osnutek resolucije o predčasnem prenehanju poslanskega mandata Vakarčuka (resolucijo je podprlo 175 poslancev, potrebnih pa je bilo najmanj 226 glasov). Naslednji dan je Vakarčuk zapustil frakcijo svoje stranke, da bi stranka lahko na kongresu stranke prekinila njegov mandat, kar je tudi storila 26. junija 2020. Vakarčuka je v parlamentu zamenjal Andrij Šaraskin.

### Zasebno življenje
Od začetka 2000-ih do leta 2021 je bil v razmerju z Lialijo Fonariovo. Skupaj sta vzgajala Lialijono hčer iz njenega prvega zakona, kasneje jo je Svjatoslav tudi posvojil. Skupnih otrok nista imela. Leta 2021 se mu je rodil sin Ivan Vakarčuk, leto kasneje pa še hči Solomija Vakarčuk.
Ukrajinska revija Korrespondent ga je leta 2008 uvrstila med 100 najvplivnejših ljudi v Ukrajini (55. mesto).
Vakarčuk tekoče govori ukrajinsko, rusko, angleško in poljsko.
Med rusko invazijo na Ukrajino leta 2022 se je Vakarčuk 7. marca 2022 pridružil bataljonu teritorialne obrambe Lvovske oblasti.

## Nagrade
- Zaslužni umetnik Ukrajine (2005)[17]
- Nagrada Vasilija Stusa (2014)
- Častni občan Lvova (2015)[18]
- Častni meščan Kijeva (2015)[19]
- Red svobode Ukrajine (2016)[20][21][22]

## Diskografija
Vakarčuk je s skupino Okean Elzy izdal devet studijskih albumov:
- Tam, de nas nema (Tam, kjer nas ni, 1998)
- Ja na nebi buv (Bil sem v nebesih, 2000)
- Model (2001)
- Supersimetrija (2003)
- Gloria (2005)
- Mira (Ukrep, 2007)
- Dolce Vita (2010)
- Zemlja (Zemlja, 2013)
- Bez mež (Brez meja, 2016)
- Lighthouse (Svetilnik, 2024)
- Toy den (Brlog igrač, 2024)

in tudi en akustični album v živo - Tviy format (Tvoj format, 2003).